# Torstein Høverstad
Torstein Høverstad, född 1 april 1880, död 25 juni 1959, var en norsk pedagog.
Høverstad blev filosofie doktor 1918. Han startade 1919 en privat lärarhögskola i Asker, men denna kunde inte hålla i gång utan statsbidrag. Åren 1922–1937 var Høverstad rektor vid Levangers lärarutbildningsanstalt. Efter denna tid innehade Høverstad statsstipendium för undersökningar av norsk skolhistoria. Åren 1925–1936 redigerade han Norsk pedagogisk tidsskrift och grundade 1924 Norges pedagogiska landslag, vars ordförande han var till 1937. Høverstads huvudarbete var det pedagogikhistoriska verket Norsk skulesoga 1739–1842 (2 band, 1918–1930).